# کنستانتینوس اسپتسیوتیس
کنستانتینوس اسپتسیوتیس (یونانی: Κωνσταντίνος Σπετσιώτης؛ ۱ ژانویهٔ ۱۸۸۳ – ۵ مارس ۱۹۶۶) ورزشکار دو و میدانی اهل یونان بود.